# Pieter Binoit

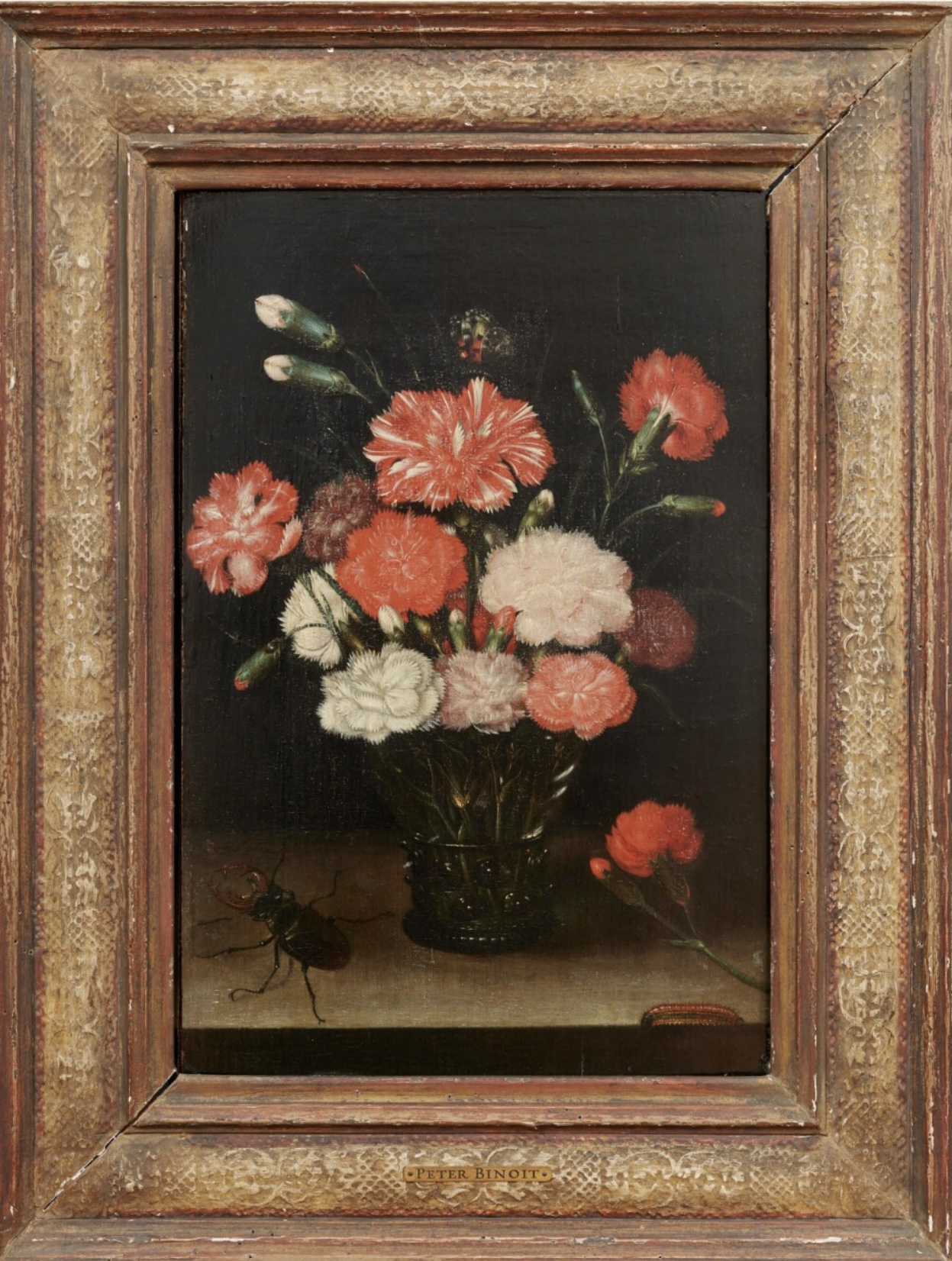
Bouquet d'œillets, scarabée et mille pattes (collection particulière)

Pieter Binoit (ou Peter Binoit), né vers 1589 et mort en 1632, est un peintre de nature morte wallon, actif à Hanau et à Francfort.

## Biographie

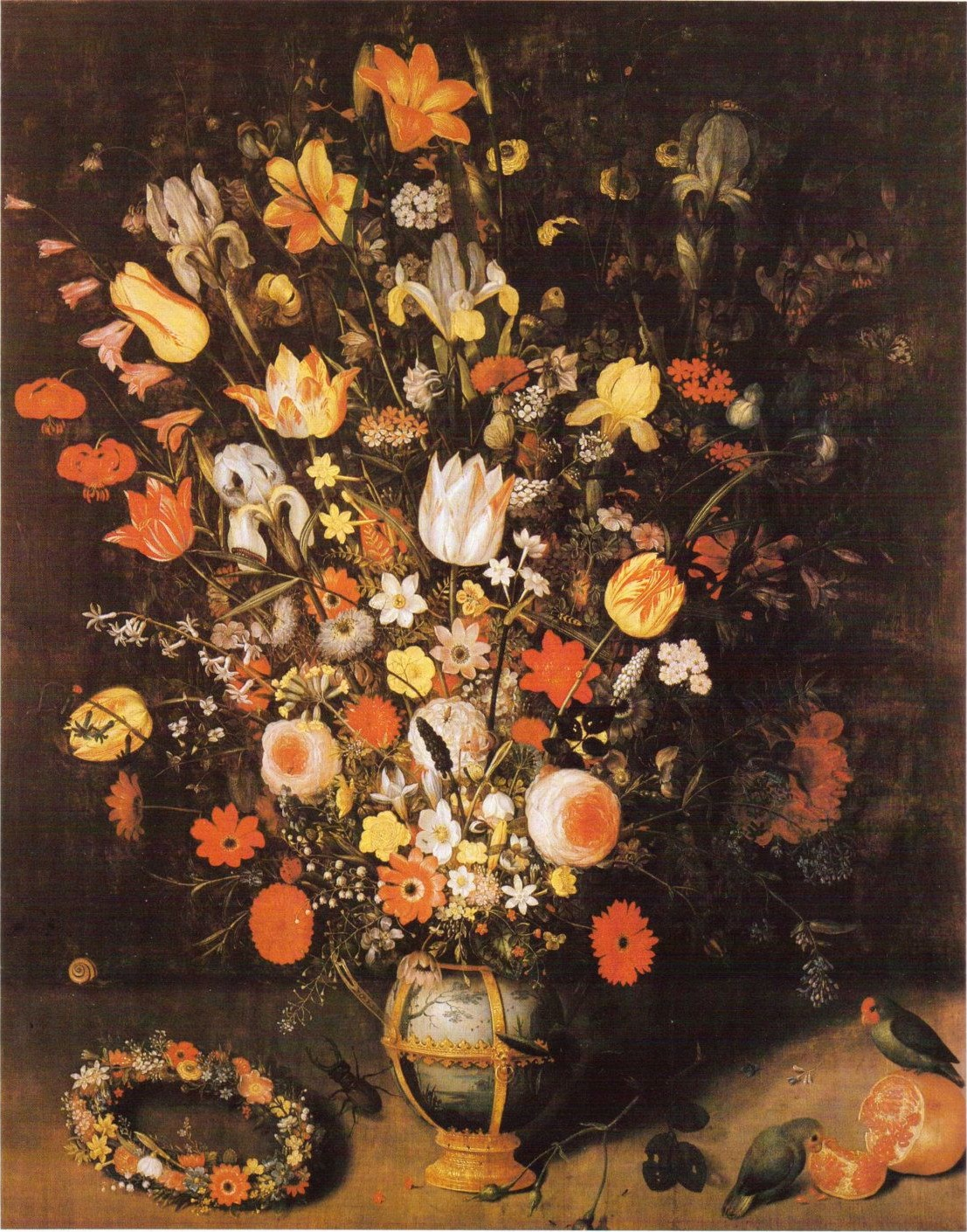
Vase avec des fleurs, environ 1620, actuellement au Hessisches Landesmuseum.

Originaire de Tournai, sa famille doit fuir les Pays-Bas espagnols, pour échapper aux persécutions religieuses. Établi à Cologne, il rejoint la petite communauté des peintres réformés wallons. Il suit vraisemblablement l'enseignement de Daniel Soreau, à son arrivée à Francfort, en 1610. Il vit comme citoyen et peintre de la ville de Hanau jusqu'à sa mort, le 14 mars 1632.

## Œuvres
- * Mets, fruits et verres sur une table, années 1620, huile sur panneau, 56.4 x 71 cm, musée du Louvre[1].